# Чтения Адама Смита

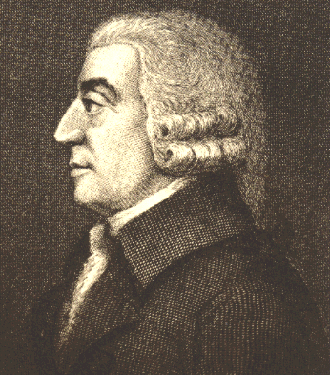
Адам Смит

Чтения Адама Смита — ежегодный российский общественно-политический форум, посвященный политическим и экономическим свободам. С 2010 года традиционно проходит в крупных городах России и собирает сторонников либертарианства и классического либерализма. Организаторами выступает Центр рыночных исследований Адама Смита.

## Структура Чтений
Разделы Чтений получили имена по названиям трудов Адама Смита:
Часть первая: Богатство народов. Посвящена экономическим проблемам, рассматриваемым с точки зрения сторонников свободы. Среди тем, поднимаемых в этой части, такие как: экономический кризис, инфляция, кризис экономического мейнстрима, роль Австрийской экономической школы и пр.
Часть вторая: Нравственные чувства. В которой обсуждаются этические и правовые проблемы обоснования принципов. Поднимаемые темы: Право и свобода, принцип неагрессии, этика, философия и психология свободы, естественное право и пр.
Часть третья: Политическая риторика. Во время которой рассматриваются вопросы эффективного продвижения идей, политической агитации и популярного толкования либертарианских идей рядовым гражданам. Поднимаемые темы: Минархизм и Анархо-капитализм, упустила ли Америка шанс, стратегия продвижения идей свободы.

## История
Первые Чтения Адама Смита прошли в Москве, 16 октября 2010 года и были организованы Либертарианской партией России совместно с Центром философии свободы. Вторые Чтения прошли в Санкт-Петербурге 2 апреля 2011 года, организаторами выступили бывшие члены Санкт-Петербургской ячейки Либертарианской партии, организаторы первых чтений приняли участие в качестве выступающих и зрителей. Третьи Чтения состоялись 12 ноября 2011 года в Москве в здании НИУ-ВШЭ. Организаторами Чтений вновь выступили активисты ЛПР, Центра философии свободы и ряда других организаций. 
Четвёртые Чтения состоялись в Москве 20 октября 2012 года.  Начиная с четвёртых Чтений их организатором выступает Центр рыночных исследований Адама Смита.
5 ноября 2017 года в конференц-зале Высшей Школы Экономики проходили Девятые Чтения Адама Смита. Несколько вышедших пообедать участников и слушателей Чтений Адама Смита (в т.ч. докладчик на Чтениях Михаил Светов и модератор секции Михаил Пожарский) были задержаны полицией.